# Ceremonials
Ceremonials es el segundo álbum de estudio de la banda inglesa de rock indie Florence and the Machine, publicado el 28 de octubre de 2011 a través de Island Records. La banda comenzó a trabajar en el álbum en 2010 y lo terminó al año siguiente. Todas las canciones fueron producidas por Paul Epworth, que ya había participado en el anterior trabajo de la banda, Lungs.

## Recepción de la crítica
El álbum recibió en general buenas reseñas por parte de la crítica y una destacada recepción comercial. Ceremonials debutó en la primera posición de las listas de álbumes británica, australiana y neozelandesa.

## Sencillos
Hasta la fecha, han sido extraídos siete sencillos de Ceremonials. «What the Water Gave Me» fue estrenado el 23 de agosto, con su respectivo vídeo musical. «Shake It Out» fue publicado el 30 de septiembre, siendo uno de sus sencillos más exitosos. «No Light, No Light» fue lanzado el 16 de enero de 2012. El cuarto sencillo fue «Never Let Me Go», estrenado el 2 de abril. «Spectrum» estrenado el 30 de mayo de 2012. «Breaking Down» estrenado el 13 de julio de 2012, y finalmente «Lover To Lover» que fue estrenado el 19 de noviembre de 2012 con una nueva versión, una remezcla en vivo del Ceremonials Tour.

## Lista de canciones
| N.º | Título                    | Escritor(es)            | Duración |  |
| 1.  | «Only If for a Night»     | Welch, Paul Epworth     | 4:58     |  |
| 2.  | «Shake It Out»            | Welch, Epworth          | 4:37     |  |
| 3.  | «What the Water Gave Me»  | Welch, Francis White    | 5:33     |  |
| 4.  | «Never Let Me Go»         | Welch, Epworth          | 4:31     |  |
| 5.  | «Breaking Down»           | Welch                   | 3:49     |  |
| 6.  | «Lover to Lover»          | Welch                   | 4:02     |  |
| 7.  | «No Light, No Light»      | Welch, Isabella Summers | 4:34     |  |
| 8.  | «Seven Devils»            | Welch, Epworth          | 5:03     |  |
| 9.  | «Heartlines»              | Welch, Epworth          | 5:01     |  |
| 10. | «Spectrum»                | Welch, Epworth          | 5:11     |  |
| 11. | «All This and Heaven Too» | Welch, Summers          | 4:05     |  |
| 12. | «Leave My Body»           | Welch, Epworth          | 4:34     |  |

| Edición Deluxe: Disco Bonus |                                  |                |                        |          |  |
| N.º                         | Título                           | Escritor(es)   | Productor              | Duración |  |
| 1.                          | «Remain Nameless»                | Welch, Summers | Summers, Ben Roulston* | 4:01     |  |
| 2.                          | «Strangeness and Charm»          | Welch, Epworth | Epworth                | 5:16     |  |
| 3.                          | «Bedroom Hymns»                  | Welch          | Epworth                | 3:02     |  |
| 4.                          | «What the Water Gave Me» (Demo)  | Welch, White   | White                  | 3:53     |  |
| 5.                          | «Landscape» (Demo)               | Welch, Epworth | James Ford             | 4:02     |  |
| 6.                          | «Heartlines» (Acoustic)          | Welch, Epworth | Charlie Hugall         | 5:32     |  |
| 7.                          | «Shake It Out» (Acoustic)        | Welch, Epworth | Hugall                 | 4:12     |  |
| 8.                          | «Breaking Down» (Acoustic)       | Welch          | Hugall                 | 3:31     |  |
| 9.                          | «What the Water Gave Me» (video) |                |                        | 5:33     |  |

## Créditos
- Florence Welch – voz
- Rob Ackroyd – guitarra
- Christopher Lloyd Hayden – coros, batería, percusión
- Tom Monger – bajo, arpa
- Mark Saunders – coros, bajo, guitarra, percusión
- Isabella Summers – coros, programación, piano, sintetizador

## Posicionamiento en listas y certificaciones
| Listas (2011–12)                         | Mejor posición |
| ---------------------------------------- | -------------- |
| Alemania (German Albums Chart)           | 7              |
| Australia (Australian Albums Chart)      | 1              |
| Austria (Austrian Albums Chart)          | 12             |
| Bélgica (Belgian Albums Chart (Flandes)) | 4              |
| Bélgica (Belgian Albums Chart (Valonia)) | 11             |
| Canadá (Canadian Albums Chart)           | 4              |
| Croacia (Croatian Albums Chart)          | 19             |
| Dinamarca (Danish Albums Chart)          | 19             |
| Escocia (Scottish Albums Chart)          | 1              |
| España (Spanish Albums Chart)            | 25             |
| Estados Unidos (Billboard 200)           | 6              |
| Estados Unidos (Rock Albums)             | 1              |
| Estados Unidos (Alternative Albums)      | 1              |
| Finlandia (Finnish Albums Chart)         | 26             |
| Francia (French Albums Chart)            | 31             |
| Grecia (Greek Albums Chart)              | 12             |
| Irlanda (Irish Albums Chart)             | 1              |
| Italia (Italian Albums Chart)            | 19             |
| México (Mexican Albums Chart)            | 77             |
| Nueva Zelanda (New Zealand Albums Chart) | 1              |
| Noruega (Norwegian Albums Chart)         | 6              |
| Países Bajos (Dutch Albums Chart)        | 14             |
| Polonia (Polish Albums Chart)            | 2              |
| Portugal (Portuguese Albums Chart)       | 5              |
| Reino Unido (UK Albums Chart)            | 1              |
| Suecia (Swedish Albums Chart)            | 21             |
| Suiza (Swiss Albums Chart)               | 10             |

| País           | Lista        | Certificación |
| -------------- | ------------ | ------------- |
| Alemania       | BVMI         | Oro           |
| Australia      | ARIA         | 2× Platino    |
| Canadá         | Music Canada | Oro           |
| Estados Unidos | RIAA         | Platino       |
| Irlanda        | IRMA         | 3× Platino    |
| Nueva Zelanda  | RIANZ        | Platino       |
| Polonia        | ZPAV         | Platino       |
| Reino Unido    | BPI          | Platino       |